# After the Burial
After the Burial (englisch für „Nach dem Begräbnis“) ist eine 2004 gegründete Progressive-Metalcore-Band aus Minnesota.

## Geschichte
After the Burial wurde 2004 in Twin Cities gegründet.
Nachdem die Band nach einer Menge Umstellungen einen festen Schlagzeuger und Sänger gefunden und die erste Demo aufgenommen hatte, sammelte sie erstmals Bühnenerfahrungen. Schnell hatte man, wegen des neuartigen und ungewöhnlichen Musikstils, einen Plattenvertrag bei Sumerian Records unterzeichnet. 2006 erschien ihr erstes Album Forging a Future Self bei Sumerian Records, das durch die progressiven Merkmale des Technical Death Metal geprägt war.
Im Juli 2008 erschien ihr zweites Album Rareform, das weniger elektronische Elemente enthält. Kurz darauf verließ Sänger Grant Luoma die Band und wurde durch Anthony Notarmaso ersetzt. Infolgedessen erschien ein Jahr nach dem Release Rareform in einer überarbeiteten Version, wofür die Songs noch einmal komplett neu aufgenommen wurden.
Im Oktober 2010 tourte die Band gemeinsam mit The Agonist und Maroon durch Europa. Zudem bestätigten sie die Teilnahme an der „December Decimation“-Tour, welche die Band im Dezember desselben Jahres neben Gruppen wie Winds of Plague und Carnifex quer durch Nordamerika führte. Im November 2010 veröffentlichte die Band ihr drittes Album In Dreams.
Bereits früh nach dieser Veröffentlichung begann die Band erneut mit dem Schreiben weiterer Lieder, sodass im Jahr 2012 die spätere Single A Wolf Amongst Ravens auf Shows der Band zu hören war.
Nachdem schon zu Jahresbeginn 2013 auf diversen Shows der Band auf ein neues Album im September hingewiesen wurde, veröffentlichte sie am 30. April 2013, und damit noch vor jeder Bekanntgabe weiterer Details die EP This Life Is All We Have, auf der drei Songs ihres Debüt-Langspielers (A Steady Decline, Fingers Like Daggers und Redeeming The Wretched) neu aufgenommen und verfeinert wurden. Die Veröffentlichung wurde von Beobachtern kritisiert, und als Mittel gewertet, Fans der Band bis zur Enthüllung des neuen Albums „bei Laune“ zu halten. Weitere Kritikpunkte waren die Unvollständigkeit der Wiederveröffentlichung im Bezug auf das Ursprungswerk von 2006, die dementsprechend kurze Spielzeit von etwa zehn Minuten, sowie das fehlende digitale Booklet.
Im Dezember 2013 folgten das vierte Studioalbum Wolves Within sowie die Verlängerung des Vertrags bei Sumerian Records (Nordamerika).
Justin Lowe wurde am 21. Juli 2015 unweit des Saint Croix River in Somerset tot aufgefunden. Der Gitarrist galt seit dem 18. Juli als vermisst.

## Diskografie

### Studioalben
- 2006: Forging a Future Self (Sumerian Records)
- 2008: Rareform (Sumerian Records)
  - 2009: Rareform (Neuveröffentlichung) (Sumerian Records)
- 2010: In Dreams (Sumerian Records)
- 2013: Wolves Within (Sumerian Records)
- 2016: Dig Deep (Sumerian Records)
- 2019: Evergreen (Sumerian Records)

### Demos und EPs
- 2005: Demo 2005 (Demo)
- 2013: This Life Is All We Have (EP, Sumerian Records)